# Jöns Nilsson
Jöns Olof Nilsson (i riksdagen kallad Nilsson i Bästekille), född 9 mars 1905 i Sankt Olofs församling, Kristianstads län, död 8 oktober 1975 i Södra Mellby församling, Kristianstads län, var en svensk fruktodlare och riksdagspolitiker.
Nilsson var riksdagsledamot för högern från 1949 (i andra kammaren fram till 1970), invald i Kristianstads läns valkrets.